# Viêm nốt đỏ đầu dương vật
Balanitis (/bæləˈnaɪtɪs/; tiếng Hy Lạp βάλανος (balanos "acorn") là bệnh viêm đầu dương vật. Khi bao quy đầu cũng bị viêm, nó được gọi là balanoposthitis, hay viêm bao quy đầu.

## Dấu hiệu và triệu chứng
Triệu chứng thông thường bắt đầu sau ba ngày và bao gồm: 
- Dấu hiệu đầu tiên – các vết trầy đỏ ở quy đầu dương vật
- Đỏ ở bao quy đầu
- Đỏ ở dương vật
- Các vết đỏ ngứa đầu dương vật
- Mùi hôi
- Đau bao quy đầu và dương vật

## Nguyên nhân
Viêm này có thể có nhiều nguyên nhân, bao gồm dị ứng với các chat môi trường, (environmental substances), physical trauma, và nhiễm bệnh bởi một loạt ngoại ứng, gồm vi khuẩn, vi rút, bệnh lây truyền đường tình dục hoặc nấm - mỗi loại yêu cầu điều trị riêng.
Nếu là virus có thể là Herpes sinh dục hay còn gọi là Sùi mào gà